# Punkt wymiany ruchu Thinx
Punkt wymiany ruchu Thinx, PWR Thinx, Thinx IX – węzeł międzyoperatorski (do roku 2012 "AC-X") zlokalizowany w  Centrum Danych Atman Warszawa-2 przy ul. Konstruktorskiej 5 w Warszawie należący do Atman (dawniej ATM S.A). Punkt wymiany ruchu Thinx składa się z węzłów dostępowych powiązanych łączami międzymiastowymi o dużej przepustowości (N×10 Gb/s) i liczy ponad 150 uczestników. Krajowe węzły PWR Thinx znajdują się w Białymstoku, Gdańsku, Gliwicach, Katowicach, Koszalinie, Krakowie, Lublinie, Łodzi, Płocku, Poznaniu, Szczecinie, Warszawie i Wrocławiu, a węzły zagraniczne we Frankfurcie i Kijowie. Węzeł główny zlokalizowany jest w Centrum Danych Atman WAW-2 - obiekcie o powierzchni 3700 m kw. i zasilaniu gwarantowanym 16 MW. Centrum Danych Atman Warszawa-2 jest neutralne telekomunikacyjnie, czyli umożliwia przyłączanie się do wielu operatorów na jednakowych dla wszystkich zasadach i po jednakowych cenach.